# Catembri
Katembri (Katembri, Catrimbi, Katrimbí, Kiriri de Mirandela, Kariri de Mirandela,) je pleme, jezik i jezična neklasificirana porodica iz brazilske države Bahia, općina: Ribeira do Pombal. 

## Vanjske poveznice
- The Indians Of Mirandela And The Massive Conversion  Arhivirana inačica izvorne stranice od 6. veljače 2011. (Wayback Machine)
- Site Línguas Indígenas Brasileiras, de Renato Nicolai: Vocabulário quiriri (Kiriri/Kirirí)  Arhivirana inačica izvorne stranice od 14. lipnja 2006. (Wayback Machine)